# 909 Ulla
909 Ulla, asteroid vanjskog glavnog pojasa. Otkrio ga je Karl Wilhelm Reinmuth, 7. veljače 1919.

## Vanjske poveznice
- Minor Planet Center